# Johannes Sickmüller
Johannes Sickmüller (Leimen, 18 maart 1982) is een Duits voormalig veldrijder.

## Belangrijkste overwinningen
2005-2006
- Duits kampioen veldrijden, Elite

2007-2008
- cross Contern

2008-2009
- cross Contern

2009-2010
- National Trophy Ronde 2, Derby
- National Trophy Ronde 3, Ipswich
- cross Döhlau
- cross Strullendorf
- eindklassement TOI TOI Cup

2010-2011
- TOI TOI Cup Kolín